# Упрощение групп согласных в праславянском языке
Упрощение групп согласных — фонетическое явление в истории праславянского языка. Вызвано тенденцией к возрастающей звучности, в частности, действием закона открытого слога. Большинство составляющих процесса произошли еще на праславянском этапе, но отдельные (переход *dl > *l) — уже в эпоху сильной диалектной раздробленности праславянского языка.

## Описание
В соответствии с законом открытого слога количество групп согласных было в праславянском языке весьма ограниченным. К ним принадлежали, прежде всего, сочетание согласного с предыдущим глухим или звонким сибилянтом (*s, *z) или сочетание согласного с последующим сонорным (*m, *l, *r) или губным *v. Например, *sněgъ, *znati, *slьza, *světъ, *myslь, *vesna, *nesti, *jesmь, *teplъ, *teklъ, *veprь, *mǫdrъ, *igra, *bratъ, *dobrъ, *větrъ, *trava, *xlěbъ, *kvasъ.
Все другие сочетания согласных противоречили закону открытого слога, поэтому претерпевали упрощения. Эти изменения были в основном двух типов: 1) исчезал один из согласных, обычно предыдущий взрывной; 2) предыдущий взрывной переходил в сибилянт.

### Группы согласных с последующим *t
Сочетания *pt, *bt, *vt переходили в *t:
- Сочетание *pt:
  - пра-и.е. *nĕрtī- > праслав. *nерtьjь, ст.‑слав. нетии > рус. нетии, укр. нети, серб. не̏ħа̑к, чеш. nеt', пол. nieć;
  - пра-и.е. *tĕptĕi̯  > праслав. *tepti > ст.‑слав. тети > укр. тепти, болг. те́пам, серб. тѐпсти, чеш. tераti; *p, возможно, сохранилось под влиянием *toptati (топтати).

- Сочетание *vt:
  - пра-и.е. *gʷīu̯tĕi̯ > праслав. *živti > ст.‑слав. жити, рус. жить, бел. жыць, укр. жити, чеш. žíti, пол.  żyć, но рус. живу.

- Сочетание *bt:
  - пра-и.е. *dŏlbʰtŏm > праслав. *dolbto > *dolpto > *dolto > ст.‑слав. длато, рус. долото́, укр. долото́, болг. длето́, чеш. dláto, пол. dɫóto, но рус. долбать;
  - пра-и.е. *grĕbʰtĕi̯ > праслав. *grebti > *grepti > *greti > ст.‑слав. грети, рус. грести́, укр. гребти́, чеш. hřésti, пол. grześć.

Сочетания *tt и *dt переходили в *st:
- Сочетание *tt:
  - пра-и.е. *mĕttĕi̯ > праслав. *mesti > ст.‑слав. мєсти, рус. мести́, укр. мести́, чеш. mésti, пол. mieść, но рус. мету, болг. мета́;
  - пра-и.е. *gnĕttĕi̯ > праслав. *gnesti > ст.‑слав. гнєсти, рус. гнести́, укр. гнести́, чеш. hnésti, пол. gnieść, но рус. гнету.

- Сочетание *dt:
  - пра-и.е. *sēdtĕi̯ > праслав. *sěsti > ст.‑слав. сѣсти, рус. сесть, укр. сі́сти, пол. siąść, но укр. сядеш;
  - пра-и.е. *u̯ĕdtĕi̯ > праслав. *vesti > ст.‑слав. вєсти, рус. вести́, укр. вести́, чеш. vésti, пол. wieść, но рус. веду, болг. веда́;
  - пра-и.е. *dōdtĭ > праслав. *dastь > ст.‑слав. дасть, рус. даст, укр. дасть, но рус. дадут;
  - пра-и.е. *ēdtĕi̯ > праслав. i̯ĕsti > ст.‑слав. ѩсти > рус. есть, укр. їсти, болг. ям, пол. jem, но рус. едят.

- Сочетание (*gt >) *kt:

- Группы *kt и *gt имели двоякое изменение. Перед гласными непереднего ряда они переходили в *t:
  - пра-и.е. *plĕktō (ср. лат. plecto) > праслав. *plektǫ > ст.‑слав. плєтѫ, рус. плету́, укр. плету́, болг. плета́, пол. plotę;
  - пра-и.е. *lĕktātĕi̯ > праслав. *lěktati > ст.‑слав. лѣтати, рус. летать, укр. літати, чеш.  létati;
  - пра-и.е. *pĕnkt- (ср. лит. penktas) > праслав. *pętъ > ст.‑слав. пѩть, бел. пяць, рус. пять, укр. п'ять, чеш. pět, пол. pięć;
  - пра-и.е. *nĕktŏ-pūro > праслав. *nektopyrь > ст.‑слав. нетопырь, рус. нетопырь, укр. нетопир, болг. нетопи́р, пол. nietoperz.

- Если сочетания находились перед гласными переднего ряда, они упрощались до палатализированного *ť, дальнейшая судьба которого была идентична йотированному t:
  - пра-и.е. *nŏktĭs > праслав. *noťь > ст.‑слав. нощь, бел. ноч, рус. ночь, укр. ніч, болг. нощ, чеш. nос, серб. ноћ;
  - пра-и.е.  *mŏgtĭ > праслав. moťь > ст.‑слав. мощь, рус. мочь, чеш. mос, но рус. могу, болг. мо́га, серб. моћ.

### Группы согласных с последующим *s
Группы *bs, *ps, *ts, *ds и *ss переходили в *s:
- Сочетание *ss:
  - праслав. *ŭzlĕktēss > *ŭzlĕtēs > ст.‑слав. възлетѣ аор. 2 л. ед.
- Сочетание *bs:
  - пра-и.е.  *bʰĕs > праслав. *bsъtъ > *psъtъ > ст.‑слав. сътъ > рус. со́ты, болг. сът;
  - пра-и.е.  *grēbʰsŏm > праслав. *grěbsъ > *grěpsъ > ст.‑слав. грѣсъ аор. 1 л. ед.

- Сочетание *ps:
  - пра-и.е. *u̯ŏpsā > праслав. *opsa > ст.‑слав. оса, рус.  оса́, укр.  оса́, болг.  оса́, чеш. vоsа, ср. лит. vapsa;
  - пра-и.е.  *kĕrpsŏm > праслав. *čerpsъ > ст.‑слав. *черсъ аор. 1 л. ед.

- Сочетание *ts:
  - пра-и.е. *kītk̂lŏm > праслав. *čitslo > ст.‑слав. число, рус. число́, укр. число́, чеш. číslo, но рус. читать;
  - праслав. *čitsъ > ст.‑слав. *чисъ аор. 1 л. ед.

- Сочетание *ds:
  - пра-и.е. *dādsĕi̯ > праслав. *dasi > ст.‑слав. даси, рус. даш, укр. даси, но рус. дадут;
  - пра-и.е. *kŏndsŏ- > праслав. *kǫdsъ > ст.‑слав. кѫсъ, рус. кус, укр. кус, чеш. kus, пол. kęs.

- Сочетание *ks:

- Изменение группы *ks могло быть разным. Если за ней шел другой согласный, то взрывной *k исчезал (*kst > *st), но если следующим был гласным, то происходил переход *ks > *kx > *x по закону Педерсена.
  - праслав. *reksъ > ст.‑слав. рѣхъ (аорист 1 л.ед.ч.), ср. рекѫ;
  - праслав. *rekste > ст.‑слав. рѣсте (аорист 2л.мн.ч.).

### Группы согласных с последующим *n
Сочетания *pn, *bn, *tn, *dn и *kn переходили в *n, *skn и в дальнейшем упрощалась в *sn:
- Сочетание *pn:
  - пра-и.е. *sŭpnŏs > праслав. *sъpnъ > ст.‑слав. сънъ, рус. сон, укр. сон, болг. сън, серб. са̏н, словен. sǝ̀n, пол. sen;
  - пра-и.е. *tŏp- > праслав. *topnǫti > ст.‑слав. тонѫти, бел. тану́ць, рус. тону́ть, укр. тону́ти, болг. тъна, словен. tonút', пол. tonąć.

- Сочетание *bn:
  - пра-и.е. *dʰŭbnom > праслав. *dъbno > ст.‑слав. дъно, рус. дно, укр. дно, болг. дъ́но, чеш. dno;
  - пра-и.е. *gūbʰ- > праслав. *gybnǫti > ст.‑слав. гꙑбнѫти, укр. гинути, серб. ги̏нути, болг. ги́на, чеш. hynouti, пол. ginąć, но рус. гибнуть.

- Сочетание *tn:
  - пра-и.е. *krṇtn- > праслав. *krętnǫti > ст.‑слав. крѧнѫти, рус. кря́нуть.

- Сочетание *dn:
  - пра-и.е. *u̯ednom > праслав. *vědno > ст.‑слав. вѣно, рус. ве́но, укр. ві́но, пол. wiano, чеш. věno;
  - пра-и.е. *(s)ŭendʰ- > праслав. *vędnǫti > ст.‑слав. оувѩждати, рус. вя́нуть, укр. в'янути, болг. вя́на, но рус. увядать, пол. więdnąć, чеш. vadnouti;
  - пра-и.е. *rādnŏ > праслав. *rаdnо > ст.‑слав. рано, рус. рано, укр. ранок, пол. rаnо, чеш. ráno.

- Сочетание *kn / *skn:
  - пра-и.е. *lek- > праслав. *lok(s)no > ст.‑слав. лоно, бел. ло́на, рус. ло́но, укр. ло́но, чеш. lůnо, пол. ɫоnо;
  - пра-и.е. *louk- > праслав. *louk(s)nā > ст.‑слав. луна, рус. луна́, укр. луна́, пол. ɫunа;
  - пра-и.е. *bʰlĭĝ-sk- > праслав. *blьsknǫti > ст.‑слав. бльснѫти, рус. блеснуть, укр. блиснути, но рус. блеск;
  - праслав. *plesknǫti (звукоподражательное) > ст.‑слав. плеснѫти, рус. плеснуть, укр. плеснути, но рус. плескать.

### Группы согласных с последующим *m
Группы *bm, *dm и *tm переходили в *m:
- Сочетание *dm:
  - пра-и.е. *ūdʰmen- > праслав. *u̯ydmę[1] > ст.‑слав. вымѩ, рус. вы́мя, укр. ви́м'я, болг. ви́ме, чеш. výmě, пол.  wymię, но рус. у́дить;
  - пра-и.е. *plĕdmen- > праслав. *pledmę[1] > ст.‑слав. плємѩ, рус. пле́мя, укр. пле́м'я, болг. пле́ме, словен. pléme, чеш. plémě, пол. plemię, но рус. плод;
  - пра-и.е. *dōdmĭ > праслав. *dadmь  > ст.‑слав. дамь, рус. дам, укр. дам, чеш. dám, пол. dam, но рус. даду́т;
  - пра-и.е. *u̯īdmĭ > праслав. *vědmь > ст.‑слав. вѣмь, укр. розповім, но рус. ведать, укр. розповідять;
  - пра-и.е. *īdmĭ (ср. лат. edo) > праслав. *i̯ědmь > ст.‑слав. ѩмь, рус. ем, укр. їм, болг. ям, чеш. jím, пол. jem, но рус. едят.

- Сочетание *tm:
  - пра-и.е. *ok̂tm- > праслав. *ostmь > ст.‑слав. осмь, рус. восемь, укр. вісім, болг. о́съм, чеш. osm, пол. ośm. В числительном *sedmь это *d сохранилось потому, что оно было долгим, а долгим было потому, что с ним раньше слился *b: пра-и.е. *sĕbdŏmŏs > праслав. *sebdmь > ст.‑слав. седмь, рус. семь;
  - пра-и.е. *u̯ertmen- > праслав. *vermę[1] > ст.‑слав. врѣмѩ, рус. вре́мя, укр. вере́м'я, болг. вре́ме, словен. vréme, но рус. вертеть;

### Сочетание *bv
Прогрессивная ассимиляция прослеживается достаточно редко, и единственным ее вероятным примером является уподобление [v] к предыдущему [b], то есть состоялся переход праслав. *bv > *b. Например:
- пра-и.е. *u̯elk- «волочить» > праслав. *ob-volko > ст.‑слав. облакъ, рус. о́блако (из старослав.), о́болоко, бел. во́блака, укр. о́боло́к, болг. облак, хорв. oblak, словен. oblȃk, но рус. волочить;
- пра-и.е. *u̯or- «ограда» > праслав. *ob-vora > ст.‑слав. оборъ, рус. обо́ра, укр. обо́ра, болг. обо́р, словен. obòr, чеш. оbоrа;
- пра-и.е. *u̯old- «волость» > праслав. *ob-volstь > ст.‑слав. область > рус. о́бласть, бел. во́бласць, укр. о́бласть, чеш. oblast, но рус. во́лость.
- пра-и.е. *u̯ei̯t- «проживать» > праслав. *ob-vitati > ст.‑слав. обитати > рус. обита́ть, бел. абіта́ць, укр. оби́тель, макед. обител, но рус. вита́ть;
- пра-и.е. *u̯erĝʰ- + *anĝʰ- «вязать» > праслав. *vęz- > *ob-vęzati > ст.‑слав. обѧзати > рус. обяза́ть, но рус. вяза́ть.

### Группы согласных с последующим *l
Эта фонетическая смена происходила уже в период сильной диалектной раздробленности праславянского языка, поэтому она отразилась не во всех славянских диалектах. В западнославянских языках сочетания *tl и *dl хранились: *metlъ > пол. miotł; *padlъ > пол. padł; *šidlo > пол. szydło, чеш. šidlo; *gъr̥dlo > пол. gardło, чеш. hrdlo; *mydlo > пол. mydło, чеш. mydlo.
В восточнославянских и южнославянских языках *tl и *dl переходили в *l. Например, *metlъ > рус. мёл, укр. мів, болг. мел, серб. мео/meo; *šidlo > укр. , рус. и болг. sr; *gъr̥dlo > рус. и укр. горло, болг. гърло, серб. грло/grlo; *mydlo > рус. мыло, укр. мило.
Сочетания tl и dl существуют также в современных восточнославянских и южнославянских языках. Они встречаются на месте древних *tьl и *dьl (рус. метла < *metьla, укр. свердло < *svьr̥dьlo), а также в заимствованиях из западнославянских языков (укр. вагадло < пол. wahadło, укр. ковадло < пол. kowadło, рус. и укр. повидло < пол. powidło, укр. простирадло < пол. prześcieradɫo).